# Código del Trabajo de Chile de 1994
El Código del Trabajo de Chile es el cuerpo normativo que regula la relación laboral privada en ese país. El código vigente fue promulgado en 1994 —reemplazando el Código del Trabajo de Chile de 1987— y fue refundido posteriormente en el DFL 1 del 16 de enero de 2003.
Los funcionarios públicos, tanto de la Administración pública, Congreso Nacional, Poder Judicial y empresas estatales, se rigen por estatutos especiales y el Código se les aplica sólo en forma subsidiaria, salvo en las disposiciones que sean contrarias a dichos estatutos.

## Estructura
- Título Preliminar
- Libro I: Del contrato individual de trabajo y de la capacitación laboral
- Libro II: De la protección a los trabajadores
- Libro III: De las organizaciones sindicales y del delegado del personal
- Libro IV: De la negociación colectiva
- Libro V: De la jurisdicción laboral
- Artículos transitorios